# Pallacanestro Trieste 2004 2024-2025
Questa voce raccoglie le informazioni riguardanti la Pallacanestro Trieste 2004 nelle competizioni ufficiali della stagione 2024-2025.

## Stagione
La stagione 2024-2025 della Pallacanestro Trieste 2004 è la 52ª nel massimo campionato italiano di pallacanestro, la Serie A.
Per la composizione del roster si decise di optare per la scelta della formula con 6 giocatori stranieri senza vincoli.

## Maglie
Il fornitore ufficiale del materiale tecnico per la stagione 2024-2025 è Nike.

## Organigramma societario
Dal sito internet della società.
Area dirigenziale
- Presidente: Paul Matiasic
- Vice presidente: Fitzann Reid
- Vice presidente: Mario Ghiacci
- General manager: Michael Arcieri
- Cda component: Connor Barwin

Area generale e organizzativa
Area tecnica
- Allenatore: Jamion Christian
- Assistente allenatore: Francesco Nanni
- Assistente allenatore: Francesco Taccetti
- Responsabile settore giovanile: Stefano Comuzzo

Area medica

## Roster
Aggiornato al 4 agosto 2024.
| Pallacanestro Trieste 2024-2025 | Pallacanestro Trieste 2024-2025 |
| Giocatori                       | Staff tecnico                   |
| ------------------------------- | ------------------------------- |

| N. | Naz.                                           | Ruolo | Nome                   | Anno | Alt.   | Peso   |  |
| -- | ---------------------------------------------- | ----- | ---------------------- | ---- | ------ | ------ |  |
| 0  | Italia (bandiera)                              | G     | Massimiliano Obljubech | 2005 | 189 cm | 83 kg  |  |
| 1  | Italia (bandiera)                              | G     | Davide Paiano          | 2005 | 199 cm | 94 kg  |  |
| 3  | Italia (bandiera)                              | P     | Stefano Bossi          | 1994 | 190 cm | 90 kg  |  |
| 4  | Stati Uniti (bandiera)                         | P     | Colbey Ross            | 1998 | 185 cm | 84 kg  |  |
| 5  | Stati Uniti (bandiera)                         | C     | Kylor Kelley           | 1997 | 213 cm | 102 kg |  |
| 7  | Stati Uniti (bandiera) · Porto Rico (bandiera) | A     | Justin Reyes           | 1995 | 193 cm | 93 kg  |  |
| 8  | Italia (bandiera)                              | AP    | Lodovico Deangeli (C)  | 2000 | 205 cm | 90 kg  |  |
| 9  | Stati Uniti (bandiera)                         | AG    | Jarrod Uthoff          | 1993 | 206 cm | 98 kg  |  |
| 10 | Italia (bandiera)                              | P     | Michele Ruzzier        | 1993 | 183 cm | 80 kg  |  |
| 12 | Italia (bandiera)                              | GA    | Luca Campogrande       | 1996 | 198 cm | 90 kg  |  |
| 13 | Italia (bandiera)                              | C     | Francesco Candussi     | 1994 | 211 cm | 109 kg |  |
| 22 | Stati Uniti (bandiera)                         | G     | Markel Brown           | 1992 | 190 cm | 86 kg  |  |
| 23 | Stati Uniti (bandiera) · Italia (bandiera)     | AG    | Jeff Brooks            | 1989 | 203 cm | 100 kg |  |
| 30 | Stati Uniti (bandiera)                         | AP    | Sean McDermott         | 1996 | 198 cm | 94 kg  |  |
| 34 | Stati Uniti (bandiera)                         | C     | Jayce Johnson          | 1997 | 213 cm | 105 kg |  |
| 45 | Stati Uniti (bandiera)                         | G     | Denzel Valentine       | 1993 | 198 cm | 97 kg  |  |
| -  | Italia (bandiera)                              | AC    | Riccardo Crnobrnja     | 2005 | 204 cm | 87 kg  |  |

| Allenatore                                                                                          |
| - Jamion Christian                                                                                  |
| Assistente/i                                                                                        |
| - Francesco Nanni - Nick Schlitzer - Francesco Taccetti Legenda - (C) Capitano - Infortunato Roster |

## Mercato

### Sessione estiva
| P  | Colbey Ross      | Derthona Basket   | svincolato |
| G  | Markel Brown     | Napoli Basket     | svincolato |
| G  | Denzel Valentine | Olimpia Milano    | svincolato |
| A  | Justin Reyes     | Cap. de Arecibo   | svincolato |
| AG | Jeff Brooks      | Reyer Venezia     | svincolato |
| AG | Jarrod Uthoff    | Yokoh. B-Corsairs | svincolato |
| C  | Jayce Johnson    | Motor City Cruise | svincolato |

| Cessioni | Cessioni          | Cessioni              | Cessioni       | Cessioni |
| R.       | Nome              | a                     | Modalità       |          |
| -------- | ----------------- | --------------------- | -------------- | -------- |
| G        | Eli Brooks        | EWE Oldenburg         | fine contratto |          |
| G        | Ariel Filloy      | Libertas Livorno 1947 | fine contratto |          |
| A        | Giancarlo Ferrero | Brescia               | fine contratto |          |
| A        | Justin Reyes      | Cap. de Arecibo       | fine contratto |          |
| AG       | Leo Menalo        | Virtus Bologna        | fine prestito  |          |
| AC       | Giovanni Vildera  | N.B. Brindisi         | fine contratto |          |

### Dopo l'inizio della stagione
| Acquisti | Acquisti       | Acquisti   | Acquisti        | Acquisti   |
| R.       | Nome           | da         | Data            | Modalità   |
| -------- | -------------- | ---------- | --------------- | ---------- |
| AP       | Sean McDermott | Karşıyaka  | 31 gennaio 2025 | svincolato |
| C        | Kylor Kelley   | Free agent | 31 gennaio 2025 | svincolato |

| Cessioni | Cessioni      | Cessioni        | Cessioni        | Cessioni    |
| R.       | Nome          | a               | Data            | Modalità    |
| -------- | ------------- | --------------- | --------------- | ----------- |
| P        | Stefano Bossi | G.M. OrziBasket | 13 gennaio 2025 | rescissione |